# Thomas W. Bickett
Thomas Walter Bickett, född 28 februari 1869 i Monroe, North Carolina, död 22 december 1921 i Raleigh, North Carolina, var en amerikansk demokratisk politiker. Han var guvernör i North Carolina 1917–1921.

## Biografi
Bickett studerade vid Wake Forest College (numera Wake Forest University) och University of North Carolina at Chapel Hill. År 1893 inledde han sin karriär som advokat och två år senare flyttade han till Louisburg. År 1898 gifte han sig med Fannie Yarborough.
Bickett vann guvernörsvalet i North Carolina 1916. USA deltog i första världskriget under Bicketts tid som guvernör. Han stödde president Woodrow Wilson och stämningarna i North Carolina var överhuvudtaget mycket positiva gällande USA:s deltagande i kriget. Enligt Bickett gällde det för USA att återgälda Frankrikes hjälp i amerikanska revolutionskriget på 1700-talet och skydda den kristna och västerländska civilisationen mot tysk militarism. I samarbete med federala myndigheter organiserade Bickett ett försvarsråd som rekryterade kvinnor i arbetslivet för att ersätta de män som deltog i kriget. Däremot vägrade Bickett inleda en motsvarande insats med afroamerikaner som arbetskraft på hemmafronten även om det skulle ha ingått i USA:s officiella politik. Som följd flyttade många afroamerikaner från North Carolina till nordstater där deras arbetsinsats välkomnades. Bickett försökte minska flyttrörelsen genom att bedyra afroamerikanernas patriotiska anda och försöka övertyga dem om att de trots allt hade det bra i sydstaterna. Speciellt lyfte Bickett fram i sina tal till afroamerikanska åhörare att ingen enda lynchning hade förekommit i North Carolina sedan han hade tillträtt som guvernör. Bickett anklagade de agenter som värvade afroamerikansk arbetskraft till nordstaterna för att bryta mot North Carolinas lagstiftning och lät polisen anhålla flera av dem. Han ville inte att afroamerikaner skulle ta över de vitas jobb men han ville inte heller att de skulle lämna de arbeten de hade.
Efter att ha lämnat guvernörsämbetet i januari 1921 återvände Bickett till sin karriär som advokat. Han avled redan senare samma år och gravsattes i Louisburg.